# Sidi
Sidi (aus hocharabisch سَيِّدي, DMG Sayyidī ‚mein Herr‘, ausgesprochen: Sīdī) ist eine in den arabischen Dialekten Maghrebinisch und Ägyptisch verbreitete männliche Anrede; die Entsprechung in anderen arabischen Dialekten lautet سَيِّد / Sayyid, „Herr“ (als Anrede). 
Im Königreich Marokko wird der Titel Sidi anstelle von Mulay für diejenigen männlichen Mitglieder der regierenden Alawiden-Dynastie verwendet, die den Vornamen Muhammad tragen. Smiyet Sidi ist die Anrede des marokkanischen Thronfolgers. Die entsprechende respektvolle weibliche Anrede, die besonders für Heilige verwendet wird, lautet Lalla.
Im tunesischen Dialekt des Arabischen haben sich die Formen Sidi und Si entwickelt, wobei Si für die normale Anrede steht, Sidi dagegen, je nach Kontext, für die Anrede eines Vorgesetzten oder für einen Heiligen gebraucht wird. So verwenden etwa manche ältere konservative Tunesierinnen die Anrede Sidi anstelle des Vornamens, wenn sie ihren Ehemann ansprechen. Manche konservative Tunesier (beiderlei Geschlechts) bezeichnen auch ihren älteren Bruder mit Sidi, insbesondere, wenn ein größerer Altersunterschied besteht. Es gibt auch entsprechende weibliche Formen: Lella wird dabei im sozialen Kontext im ägyptischen Arabisch verwendet, Sayyida, wenn es um weibliche Heilige geht.
Die Bezeichnung El Cid für den spanischen Nationalhelden aus dem 11. Jahrhundert ist eine Ableitung aus Sidi.  
Im Ostarabischen, namentlich im syrisch-palästinensischen Raum bedeutet Sidi „mein Großvater“ und ist die geläufige Anrede der Enkel für ihren Opa. Darüber hinaus kann die Anrede auch ganz allgemein für einen Menschen benutzt werden, der wesentlich älter als der Anredende ist, und dient dann zum Ausdruck der Ehrerbietung und des Vertrauens. Gemäß dem Prinzip der umgekehrten Anrede im Ostarabischen (ein Älterer verwendet diejenige Anredeform für einen Jüngeren, mit der er umgekehrt vom Jüngeren angesprochen wird) kann auch ein Großvater seine Enkel oder einen wesentlich jüngeren Menschen mit Sidi ansprechen. Dies bedeutet insbesondere, dass ein alter Mann seine Enkelin mit Sidi „mein Großvater“ anspricht, was für europäische Ohren recht verwirrend ist.